# Porsgrunn
Porsgrunn is een gemeente in de provincie Telemark in Noorwegen. Porsgrunn grenst aan Skien en Siljan in het noorden, Bamble in het westen en Larvik in het oosten. Porsgrunn ligt bij de monding van de rivier de Telemarksvassdraget, ook wel genoemd Porsgrunnselva of Rivier van Porsgrunn en is een belangrijk centrum van industrie. De gemeente telde 36.198 inwoners in januari 2017.

## Geschiedenis
Vanaf eind 16e eeuw was Porsgrunn een belangrijke havenstad. In 1653 werd het douanekantoor van het nabijgelegen Skien naar Porsgrunn verplaatst omdat de rivier vanwege het vele industriële afval (houtafval, slib) moeilijk stroomopwaarts te bevaren was. Dit stimuleerde de handelsactiviteiten en Porsgrunn werd tevens een belangrijke marktplaats. Op kerkelijk gebied kwam in 1760 kwam de Østre Porsgrunn kirke en in 1758 de Vestre Porsgrunn kirke tot stand. In 1807 kreeg de stad beperkte stadsrechten en in 1842 volledige stadsrechten.
In 1929 werd op het eiland, later schiereiland, Herøya een industriepark gebouwd dat later aan de stad vastgroeide. Ook vormt de stad één agglomeratie met het noordelijker gelegen Skien. Het is later een gevangenis geworden.

## Bezienswaardigheden
- Østre Porsgrunn kirke, deze houten kerk werd gebouwd in 1760 in rococostijl. In 2011 werd deze kerk door brand verwoest. De kerk wordt herbouwd, maar de bouwwerken zijn in 2019 nog niet voltooid. De nieuwe kerk wordt geen reconstructie, maar een modern kerkgebouw.
- Vestre Porsgrunn kirke, houten kerk in barokstijl van 1758.
- Kerk van Eidanger, houten kerk van 1787, verving een stenen romaanse kerk van omstreeks 1150.
- Kerk van Langangen, houten kerk van 1891
- Sculptuur Amphitrite, de golf en de zeevogels, van 1985, door Jørleif Uthaug

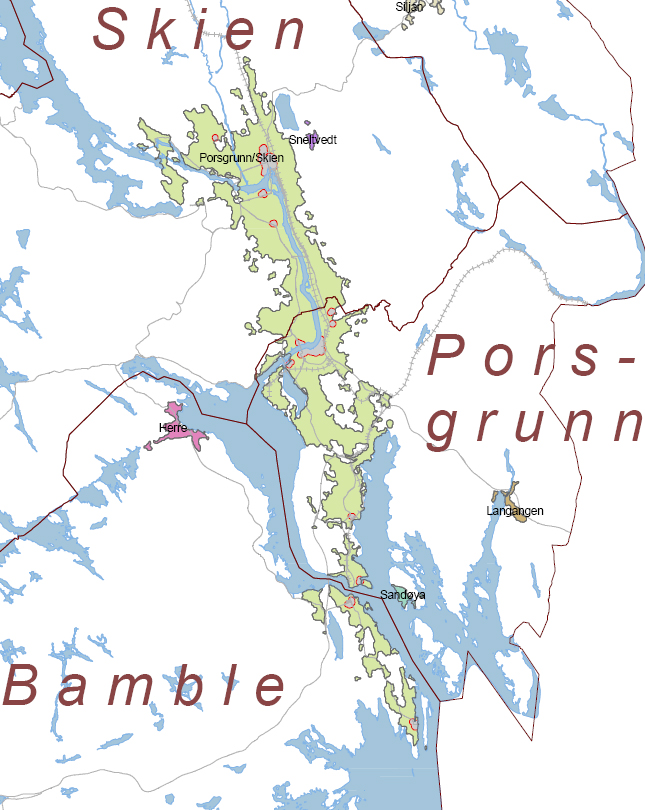
Stedelijk gebied Skien-Porsgrunn, groen is stad
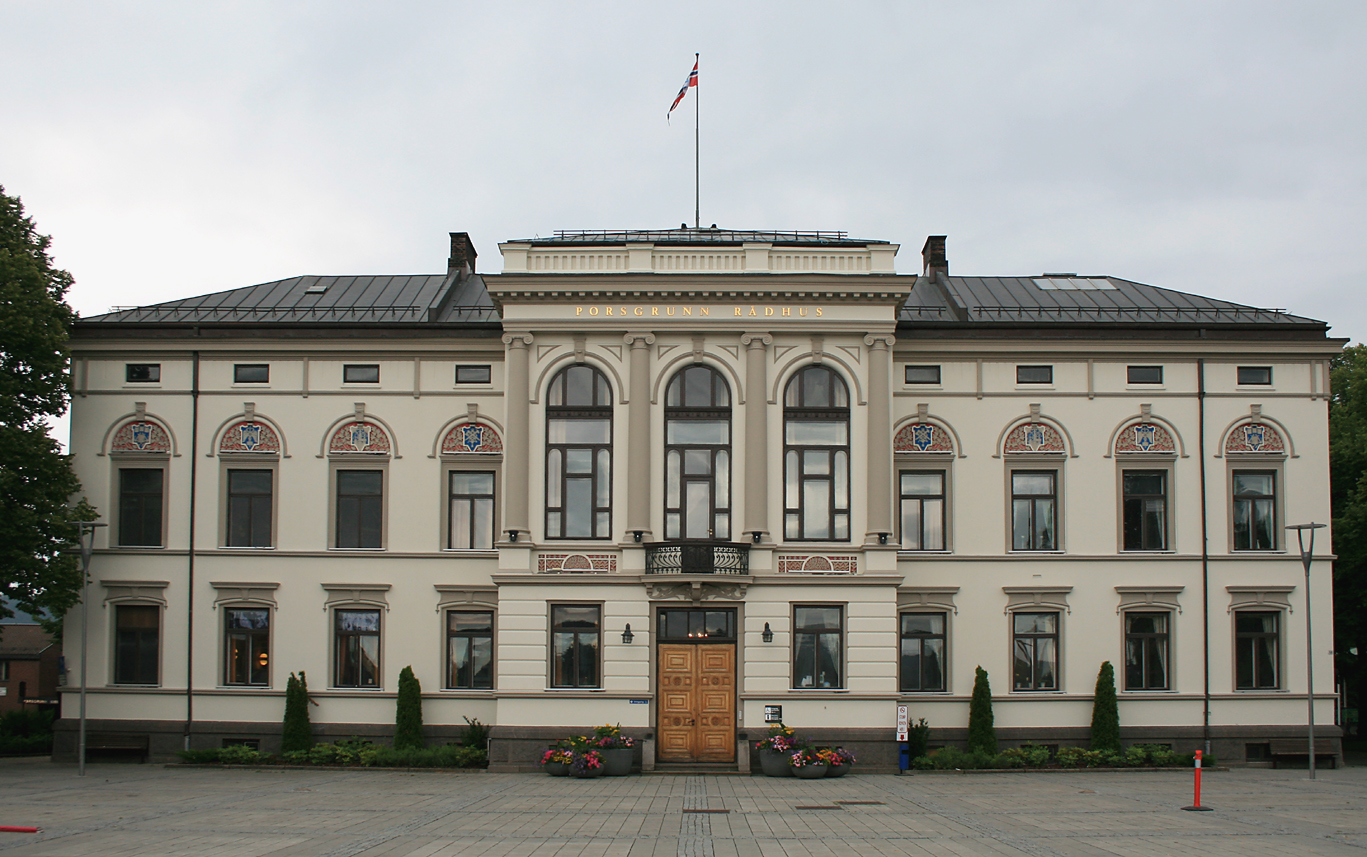
Stadhuis
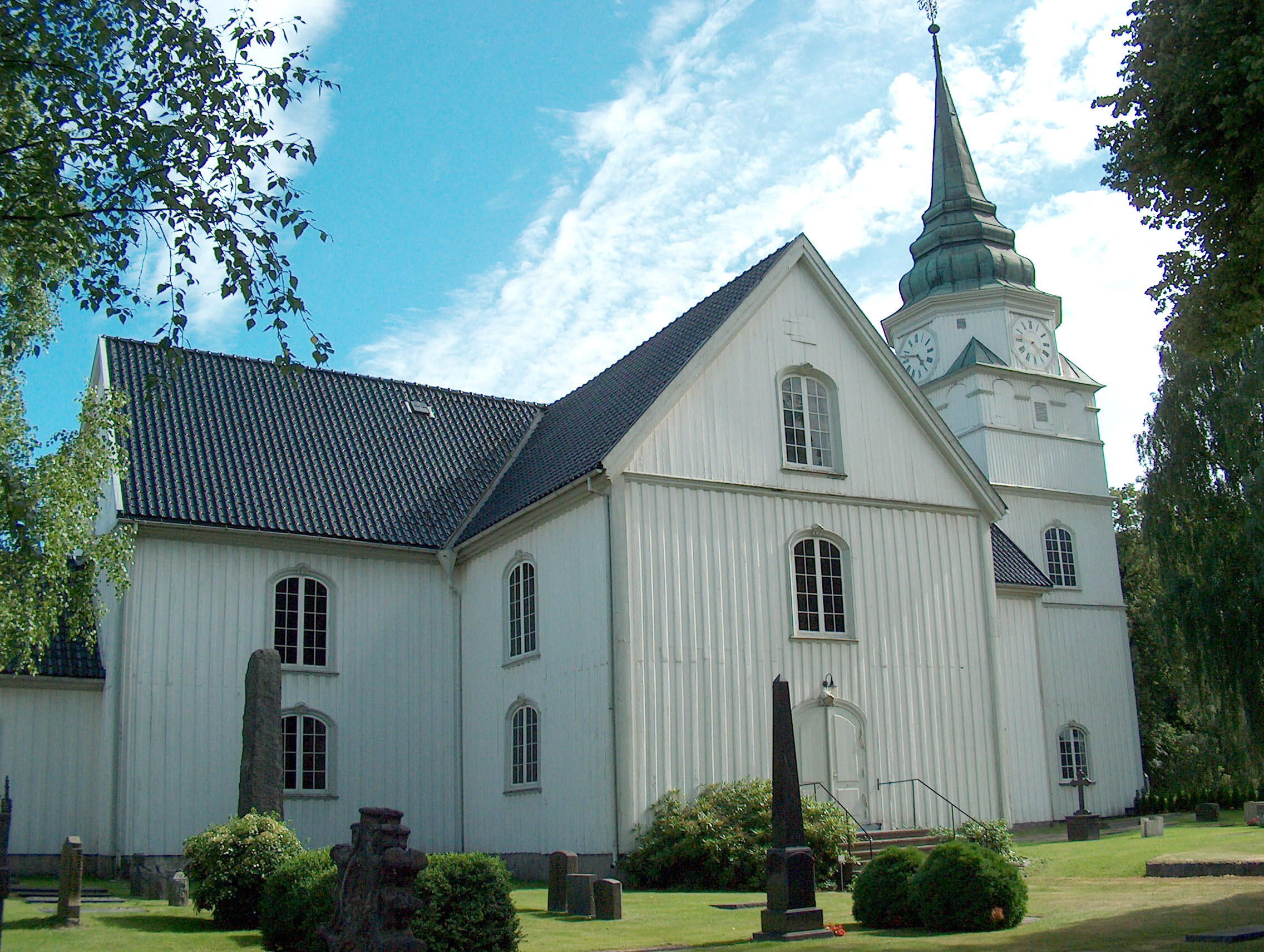
Østre Porsgrunn kirke in 2005
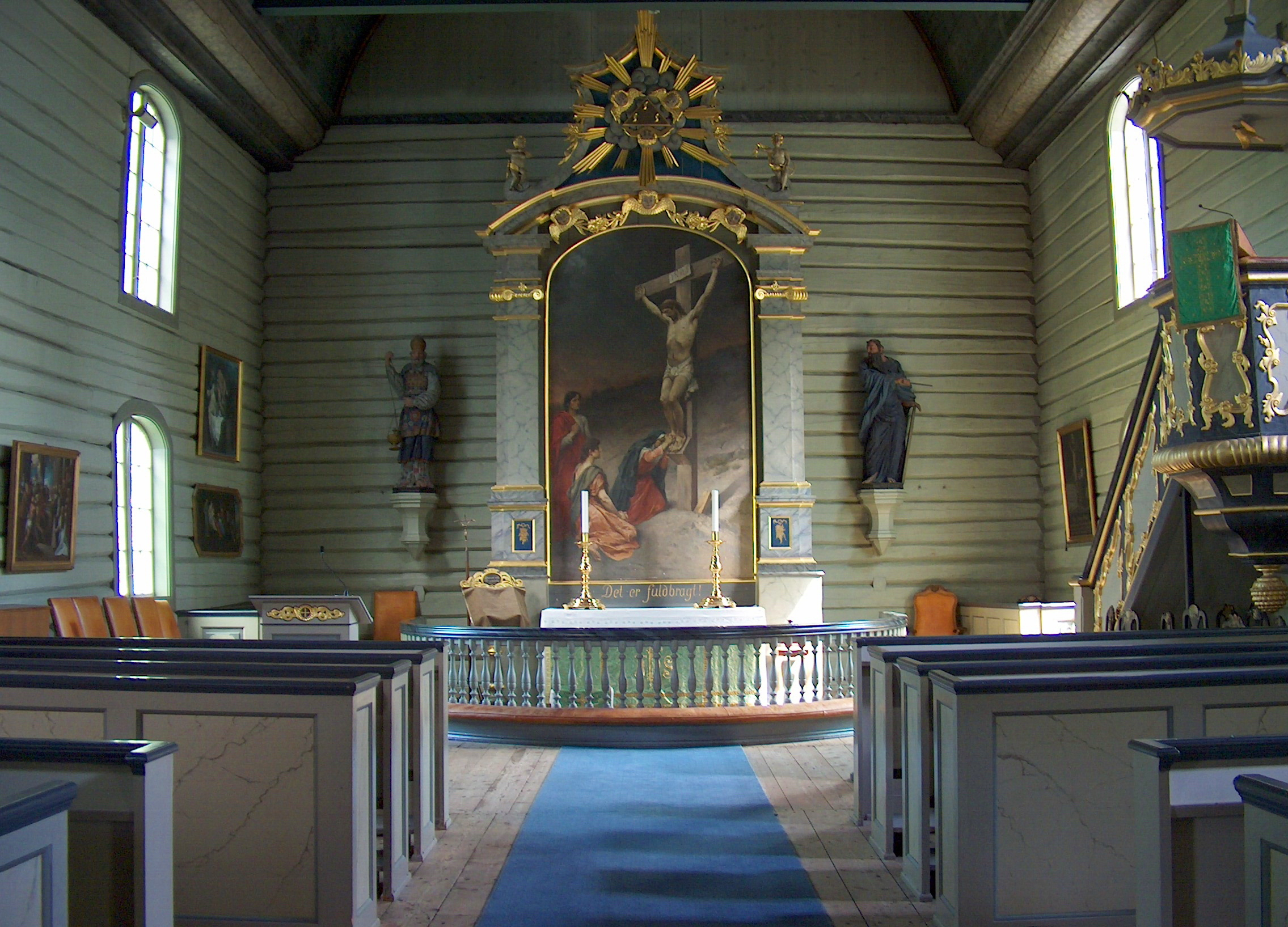
Interieur Østre kirke
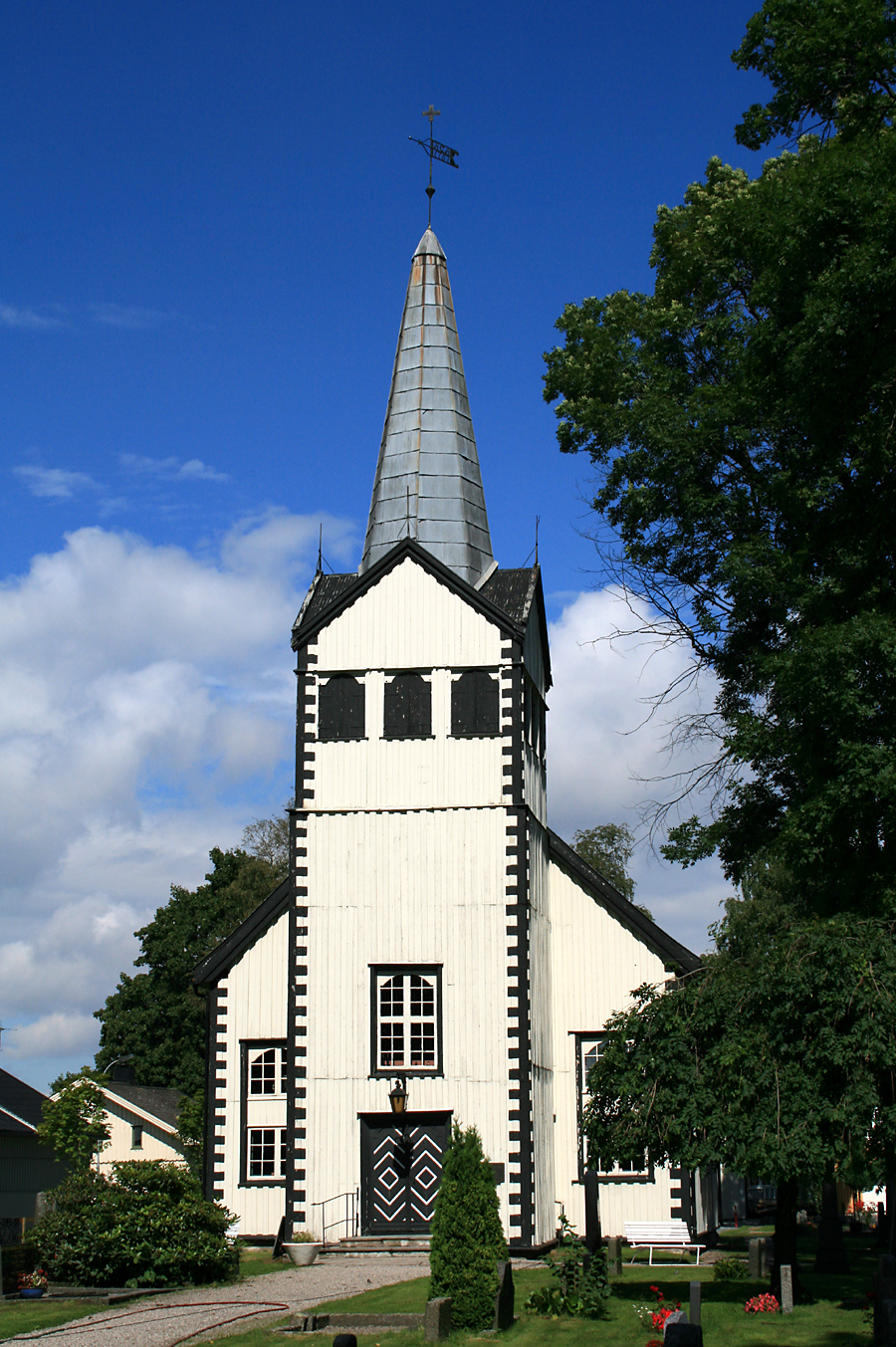
Vestre Porsgrunn kirke
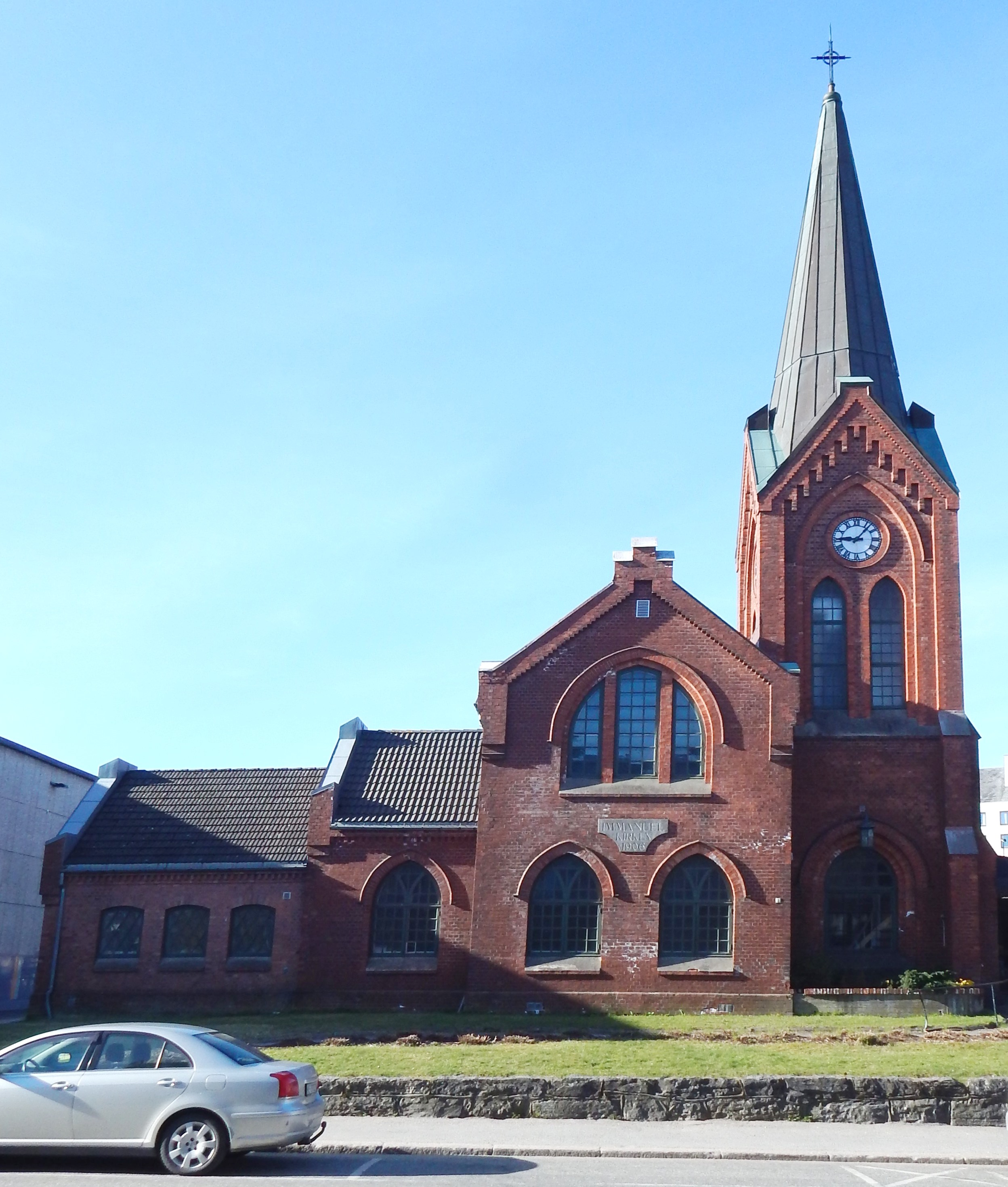
Immanuelkerk (methodisten)
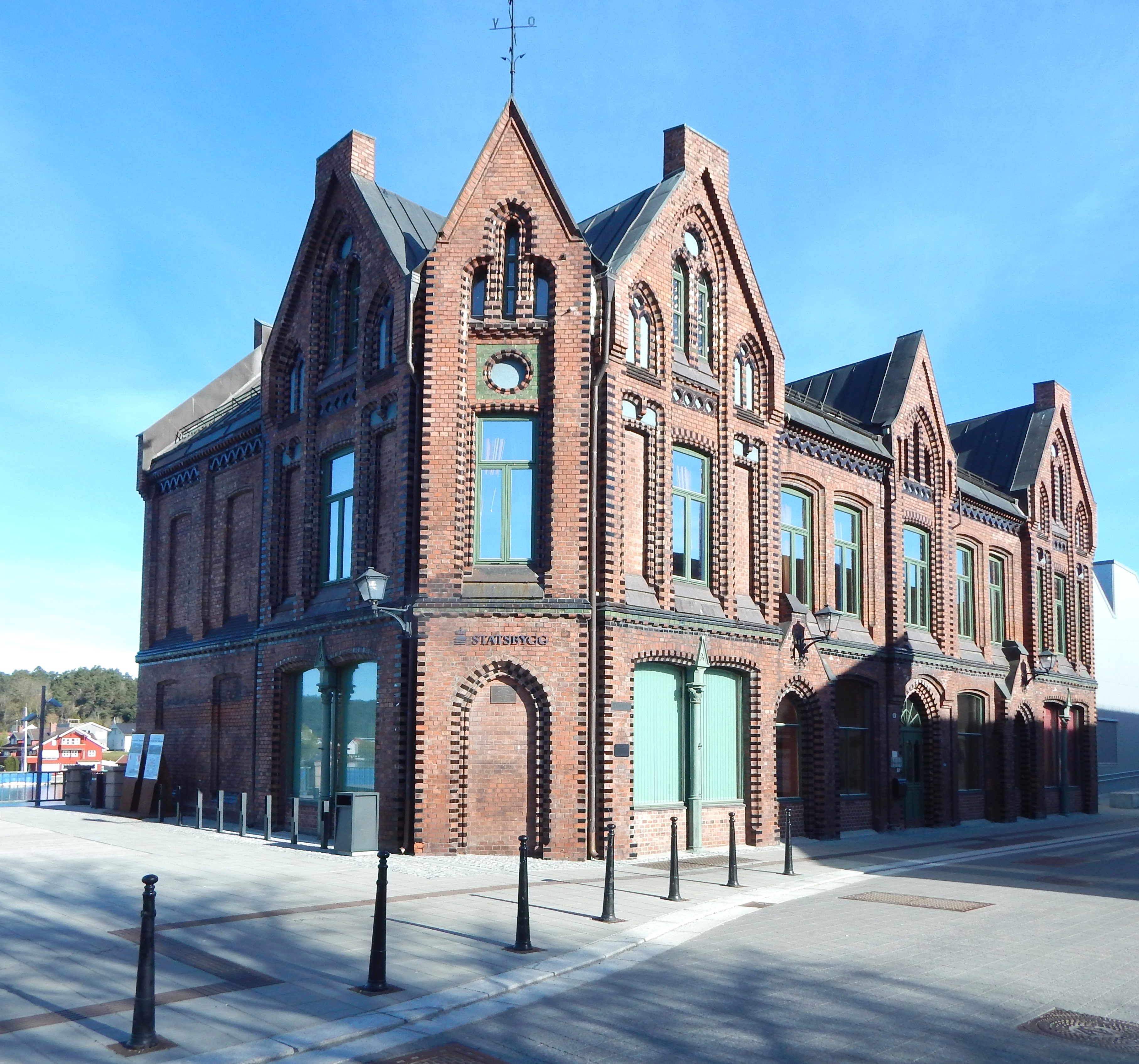
Douanekantoor
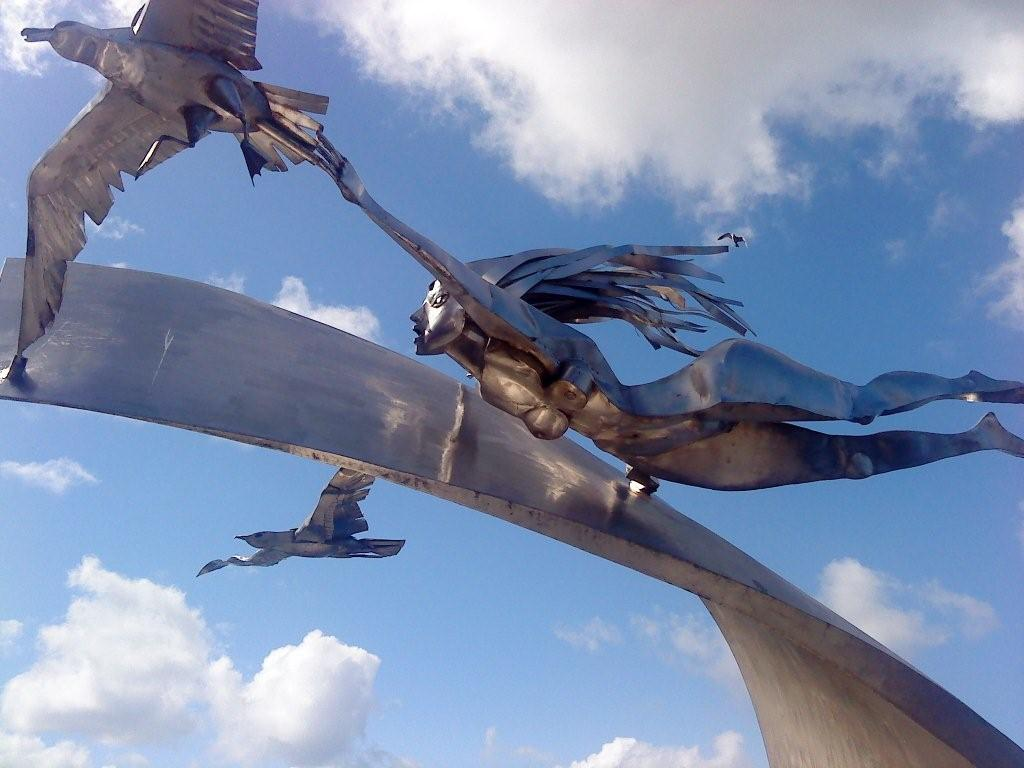
Amphitrite

## Plaatsen in de gemeente
- Porsgrunn
- Brevik
- Langangen
- Sandøya
- Eidanger

## Partnersteden
- Sønderborg (Denemarken)
- Pori (Finland)
- Sigtuna (Zweden)
- Sundsvall (Zweden)

## Bekende personen uit Porsgrunn
- Cort Adeler (1622-1675), Nederlands-Noors admiraal
- Jacob Aall (1773-1844), Noorse theoloog, historicus en politici
- Jørgen Juve (1906-1983), Noors voetballer
- Jahn Otto Johansen (1934), Noors journalist en schrijver
- Kjersti Wold (1962), Noors schrijfster
- Einar Rossbach (1964), Noors voetballer
- Tommy Svindal Larsen (1973), Noors voetballer
- Kjetil Lie (1980), Noors schaker
- Espen Ruud (1984), Noors voetballer
- Aleksander Walmann, (1986), Noors zanger
- Didrik Solli-Tangen (1987), Noors zanger
- Syver Wærsted (1996), Noors wielrenner

Bamble · Drangedal · Fyresdal · Hjartdal · Kragerø · Kviteseid · Midt-Telemark · Nissedal · Nome · Notodden · Porsgrunn · Seljord · Siljan · Skien · Tinn · Tokke · Vinje